# Der Überfall (Bulgakow)
Der Überfall (russisch Налёт, Naljot) ist eine Kurzgeschichte des sowjetischen Schriftstellers Michail Bulgakow, die am 25. Dezember 1923 in dem Satire-Magazin Gudok erschien.

## Hintergrund
In der Nähe der Kettenbrücke in Kiew (Ukraine) ging der Rotarmist Strelzow furchtlos in den Tod, als er in der Nacht zum 3. Februar 1919 – wahrscheinlich von Petljura-Leuten – überfallen und umgebracht wurde.

## Inhalt
Vor 1923 in der Ukraine: Der jüdische Arbeiter Abram sowie seine Nachbarposten Strelzow und Stschukin vom Wachregiment werden im Schneesturm am Bahndamm von berittenem „Banditengesindel“ überfallen. Abram überlebt wie durch ein Wunder. Trotz schwerer Kopfwunde kriecht er zum Bahnwärterhaus, das eine Frau mit ihrem Kind bewohnt, und wird eingelassen. Abram will am nächsten Morgen Strelzow aus dem Schnee graben – vergeblich.

## Deutschsprachige Ausgaben
Verwendete Ausgabe:
- Der Überfall. In der Laterna magica. Aus dem Russischen von Thomas Reschke. S. 165–173 in Ralf Schröder (Hrsg.): Bulgakow. Die rote Krone. Autobiographische Erzählungen und Tagebücher. Volk & Welt, Berlin 1993, ISBN 3-353-00944-2 (= Bd. 5: Gesammelte Werke (13 Bde.))